# Friesenland (Schiff, 1938)
Die Friesenland war ein deutsches Küstenmotorschiff („Kümo“) von 279 BRT, das am 1. November 1965 in der Nordsee vor der niederländischen Küste bei Den Helder auf Grund lief und sank.

## Geschichte
Die Friesenland wurde 1937 im Auftrag von Meinert Hülsen aus Brake als Motorsegler bei der Werft C. Lühring in Kirchhammelwarden auf Kiel gelegt, im November 1937 vom Stapel gelassen und im Januar 1938 fertiggestellt. Der Laderaum mit zwei Ladebäumen, die zum Setzen der Hilfsbesegelung ausgelegt waren, befand sich vorne, das Deckshaus und die Antriebsanlage achtern.
Im August 1940 wurde das Schiff von der Kriegsmarine requiriert, um unter dem Kürzel LAT 14 als Transporter für Tauchpanzer im Unternehmen Seelöwe zu dienen. Am 6. Mai 1941 wurde das Fahrzeug als H 646/6 der Hilfsflotte zugeordnet und im September 1942 in DB 46 umbenannt. Nach Kriegsende wurde das Schiff an den Eigner zurückgegeben.
Im September 1949 wurde das Schiff bei der Bauwerft verlängert, wobei die Hilfsbesegelung entfiel, und im Januar 1954 in Brake erhöht. Bis Anfang der 1960er Jahre blieb die Friesenland im Besitz von Meinert Hülsen, der sie am 15. März 1961 an den Kapitänseigner Gottfried Serafin veräußerte.

## Untergang

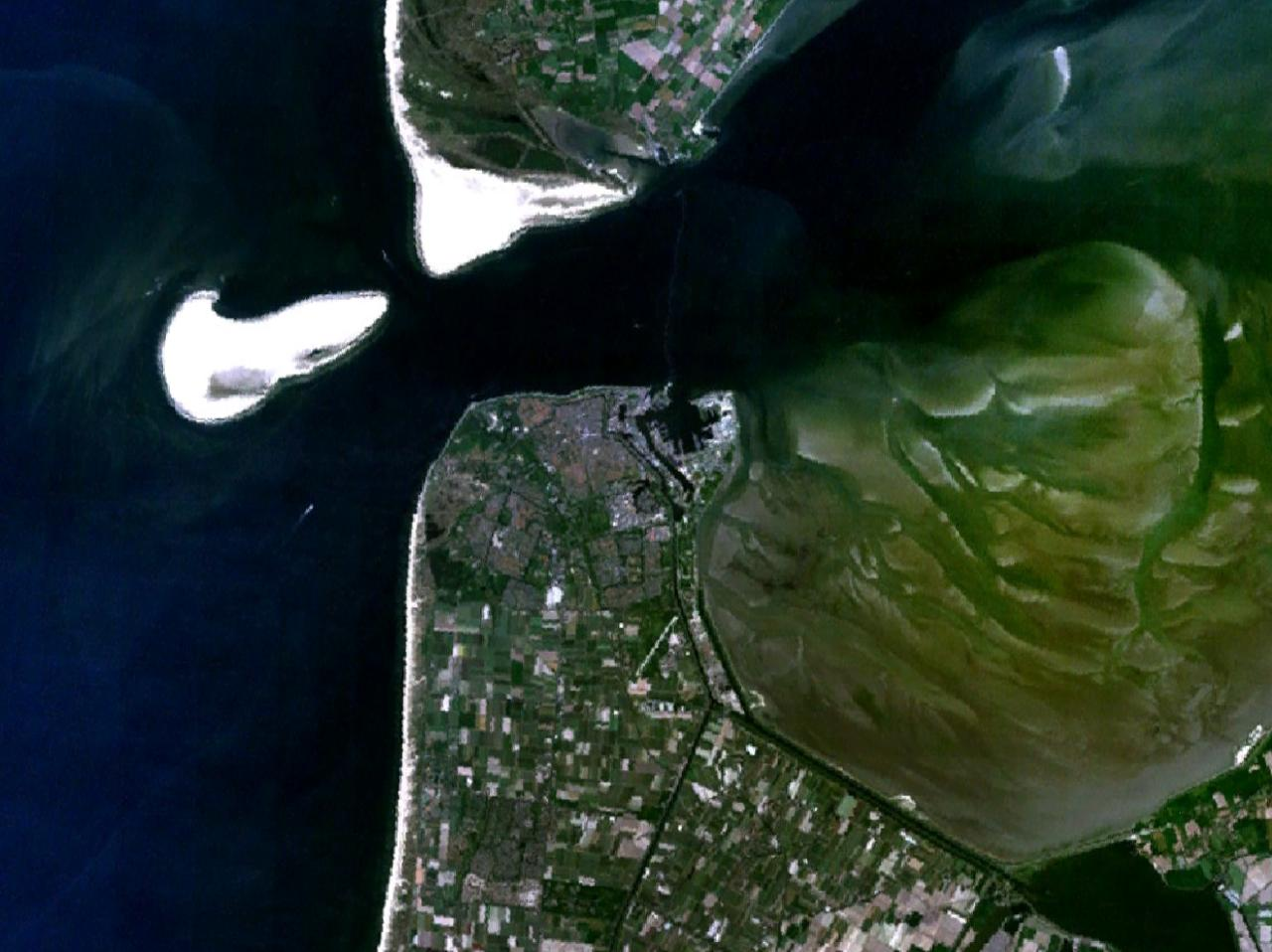
Noorderhaaks (Mitte links); im Norden die Insel Texel, im Süden Den Helder

Die Friesenland befand sich Ende Oktober auf einer Reise mit Düngemitteln von Zandvoorde nach Brake. In Zandvoorde war der 26-jährige Rolf Meiners als neuer Kapitän an Bord gekommen. In der Nacht vom 31. Oktober zum 1. November 1965 wurde das Schiff vom ersten schweren Wintersturm des Jahres überrascht und versuchte, den Hafen von Den Helder anzulaufen. Dabei lief es auf dem Nordwestende des Noorderhaaks vor Den Helder auf Grund und befand sich nach kurzer Zeit in schwerer Seenot. Es hatte schon bald Schlagseite, und schwere Brecher ließen es volllaufen. Der Seenotrettungskreuzer Prins Hendrik konnte nicht näher als auf 80 Meter herankommen, da die Friesenland zu hoch auf der Sandbank lag. Ein niederländischer Marinehubschrauber kam bei Tagesanbruch, konnte aber kein Lebenszeichen auf dem Schiff entdecken.
Die sechs Mann der Besatzung hatten das Schiff während der Nacht verlassen, in ihrer Panik jedoch das Rettungsboot so schwer beschädigt, dass es auseinanderbrach. Zwei Mann konnten sich an den Trümmern des Bootes festklammern und wurden nach vier Stunden von dem Marineschlepper IJssel geborgen. Drei andere wurden später tot aus der See geholt. Der sechste wurde gerade noch lebend bei Texel von dem Fährschiff Marsdiep aus dem Wasser geborgen.
Das Wrack liegt bei 52° 58′ 26″ N, 4° 39′ 21″ O.